# 1821 w polityce

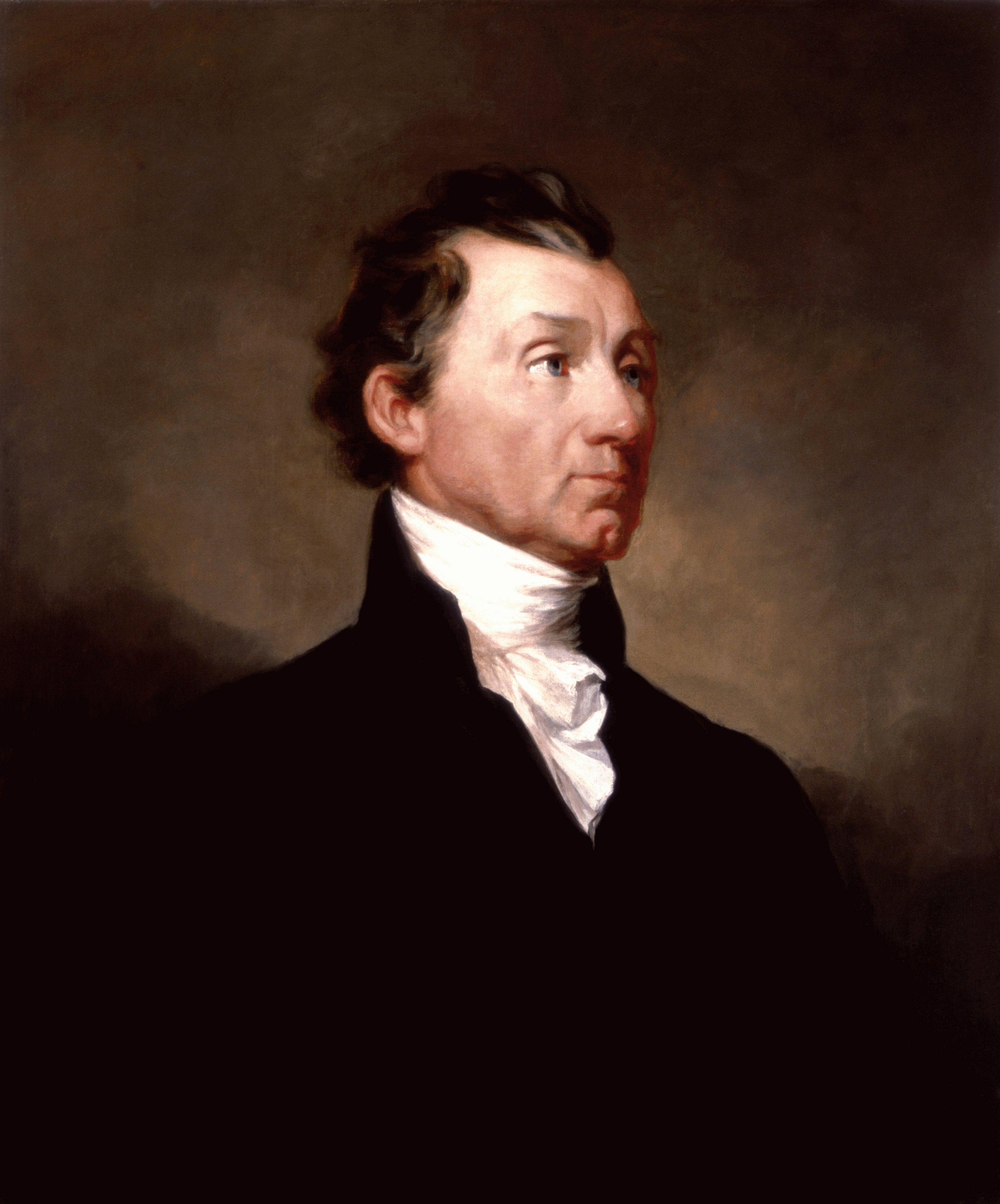
James Monroe

Wydarzenia polityczne w 1821 roku.

## Wydarzenia
- 4 marca James Monroe został zaprzysiężony na drugą kadencję sprawowania urzędu prezydenta Stanów Zjednoczonych[1].
- 24 czerwca – dekolonizacja Ameryki Południowej: decydujące zwycięstwo patriotów w bitwie pod Carabobo umożliwia Bolivarowi wkroczenie do Caracas i opanowanie Wielkiej Kolumbii[2].
- 28 lipca – deklaracja niepodległości Peru[2].

## Urodzili się
- 12 kwietnia Frederick Seymour, brytyjski arystokrata i admirał[3].
- 14 maja Fryderyk Ferdynand Habsburg, austriacki arcyksiążę i admirał[4].
- 1 września Leopold III, książę Lippe[5].
- Gabriel García Moreno, dwukrotny prezydent Ekwadoru[6].

## Zmarli
- 3 lutego Jan Leon Kozietulski, dowódca szarży pod Somosierrą[7].